# Rue du Milieu-des-Ursins
La rue du Milieu-des-Ursins, également appelée rue Moyenne-des-Ursins, est une ancienne rue de Paris, aujourd'hui disparue. Elle était située dans l'ancien 9e arrondissement (actuel 4e arrondissement) quartier de la Cité, sur l'île de la Cité.

## Origine du nom
Cette rue était habitée autrefois par Jean Jouvenel des Ursins, prévôt des marchands de Paris qui y avait son hôtel.

## Situation
Cette rue commençait quai Napoléon et finissait rue Haute-des-Ursins. Elle était située dans l'ancien 9e arrondissement.
Les numéros de la rue étaient rouges. Le dernier numéro impair était le no 5 et le dernier numéro pair était le no 4.

## Historique
On pense que la « ruele », citée dans Le Dit des rues de Paris, de Guillot de Paris, dans la rime plate : « La ruele, par saint Vincent » correspond à la « rue du Milieu-des-Ursins, ».
En 1702, la rue qui fait partie du quartier de la Cité possède 8 maisons et 1 lanterne
La rue fut supprimée lors de la reconstruction de l'Hôtel-Dieu en 1865.